# Mallobathra zophaula
Mallobathra zophaula är en fjärilsart som beskrevs av Edward Meyrick 1920. Mallobathra zophaula ingår i släktet Mallobathra och familjen säckspinnare. Inga underarter finns listade i Catalogue of Life.